# Racing Point F1 Team
Ne pas confondre avec Force India, présente en Formule 1 de 2008 à la mi-saison 2018, sur les bases de laquelle est créée la présente écurie.
Ne pas confondre avec Aston Martin F1 Team, de retour en Formule 1 en 2021 et créée sur les bases de la présente écurie.
Racing Point Formula One Team (initialement créée sous le nom Racing Point Force India F1 Team) est une écurie de Formule 1 britannique basée à Silverstone en Angleterre, qui fait ses débuts en compétition le 26 août 2018 au Grand Prix de Belgique, après le rachat de l'ensemble des actifs de l'écurie Force India par le consortium Racing Point UK Ltd. mené par Lawrence Stroll. 
En 2020, l'écurie, engagée sous la dénomination commerciale BWT Racing Point Formula One Team, poursuit avec Sergio Pérez et Lance Stroll, le fils du propriétaire Lawrence Stroll. En 2021, l'écurie devient Aston Martin F1 Team et engage Sebastian Vettel pour faire équipe avec Lance Stroll. Le 6 décembre 2020 lors de l'avant-dernier Grand Prix de la saison à Sakhir, Sergio Pérez, dix-huitième à l'issue du premier tour, remporte, au terme d'une remontée spectaculaire, sa première victoire en Formule 1, l'unique de son écurie sous la dénomination Racing Point.

## Historique

### Faillite de Force India
Force India Formula One Team Limited, la maison mère de l'écurie Force India basée à Silverstone, est placée en redressement judiciaire le 27 juillet 2018. Fondée et codétenue par l'homme d'affaires indien Vijay Mallya qui a fait sa fortune dans les spiritueux et la bière, les finances de l'entreprise sont devenues désormais très critiques alors que, parallèlement, Mallya doit s'opposer à une extradition vers l'Inde où il serait inculpé pour blanchiment d'argent et fraude. 

### Rachat par Lawrence Stroll
Le 7 août 2018, les administrateurs judiciaires chargés de la liquidation de Force India acceptent l'offre de rachat émanant du consortium emmené par le multimilliardaire canadien Lawrence Stroll, l'entrepreneur canadien André Desmarais, l'homme d'affaires monégasque Jonathan Dudman, John Idol, l'homme d'affaires américain John McCaw Jr, Michael de Picciotto et Silas Chou. Otmar Szafnauer, le responsable des opérations de Force India était en faveur d'une reprise par Stroll. Les créanciers de Force India, dont le pilote Sergio Pérez et le motoriste Mercedes, sont assurés de recevoir la totalité de leur argent tandis que les 405 emplois de l'usine de Silverstone sont sauvés,. 
Szafnauer déclare : « Ce dénouement permet d'assurer la présence de Force India en Formule 1 et va nous permettre d'évoluer à notre plein potentiel. Je suis ravi que nous puissions bénéficier du soutien d'investisseurs qui croient en notre équipe et sont conscients du potentiel de Force India aussi bien à court qu'à moyen terme. J'aimerais remercier Vijay Mallya et la famille Mol pour tout leur soutien et avoir emmené l’équipe le plus loin possible. ». Peu après, Bob Fernley, le directeur adjoint de l’équipe est licencié et Otmar Szafnauer, jusqu'alors directeur des opérations en piste, promu directeur sportif tandis qu'Andy Green garde le poste de directeur technique.

### Obligation de créer une nouvelle écurie pour s'engager en championnat du monde
La veille du Grand Prix de Belgique, l'écurie est plongée dans un imbriglio juridico-sportif, la vente n'étant pas juridiquement bouclée. Si le consortium mené par Lawrence Stroll est propriétaire du matériel et des voitures, la cession de la structure juridique, nécessaire pour s'aligner en course, n'est pas encore effective car le consentement de treize banques indiennes créancières n'a pas encore été confirmé ; l'écurie pourrait se voir refuser de participer au Grand Prix. 
Le soir même, la FIA donne son accord pour l'engagement, par Lawrence Stroll, d'une nouvelle équipe dénommée Racing Point Force India Formula One Team, l'écurie Force India étant exclue de la saison 2018 avec effet immédiat et perdant la totalité de ses points au championnat constructeurs (elle en avait alors 59). Szafnauer précise que la nouvelle structure conservera les primes accumulées sous son ancienne identité, grâce à un accord donné par l'ensemble des autres équipes au terme d'un débat qui a duré plusieurs jours, McLaren et Williams tardant à donner leur feu vert.

### Débuts en compétition

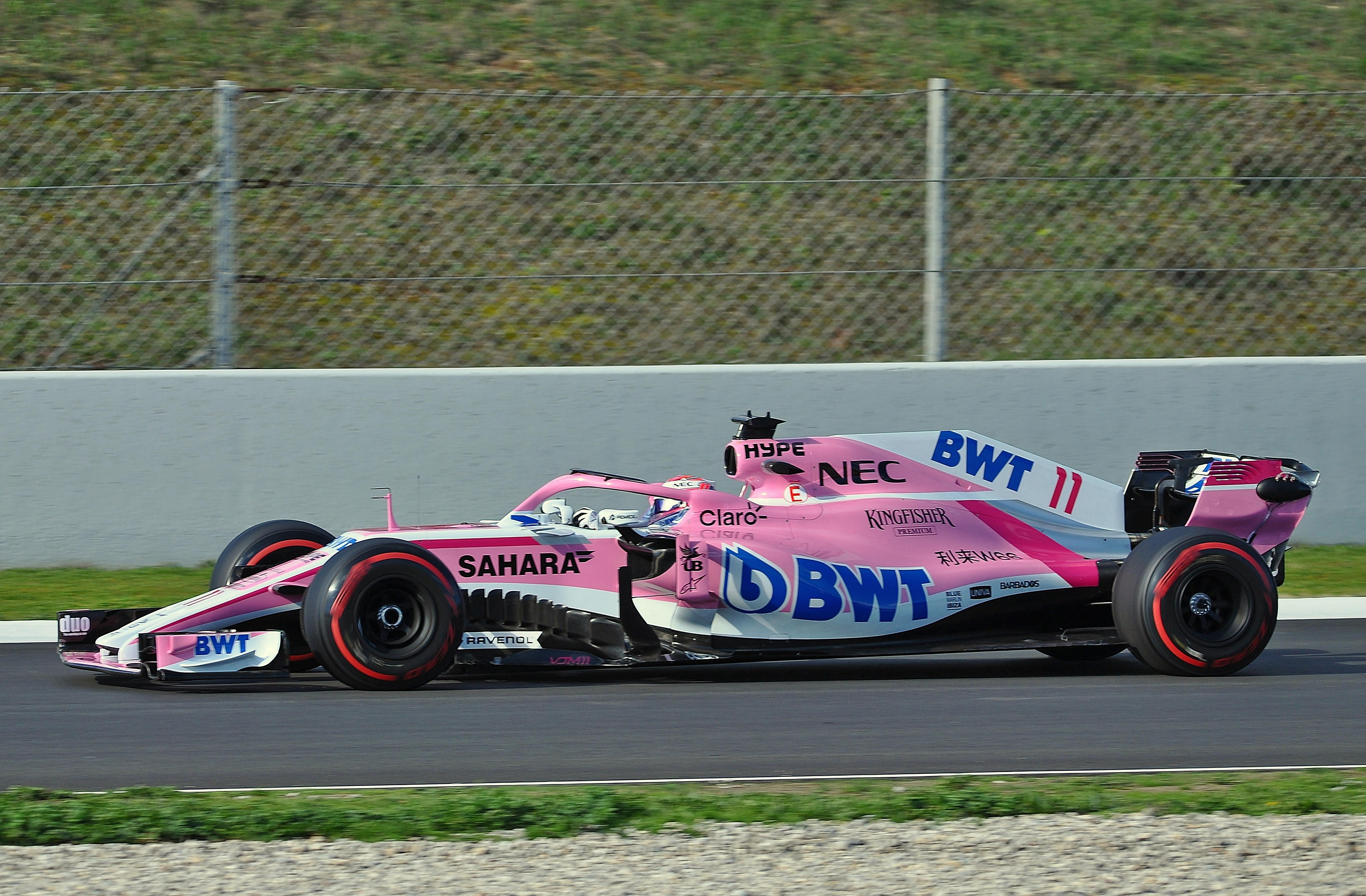
Sergio Pérez, avec la Force India VJM11, lors des essais hivernaux a Barcelone

Racing Point F1 Team fait ses débuts en compétition le 26 août 2018 au Grand Prix de Belgique après le rachat de l'ensemble des actifs de l'écurie Force India par le consortium Racing Point UK Ltd. mené par Lawrence Stroll. Cette écurie, qui a disputé les douze premières courses de la saison et marqué 59 points, est exclue du championnat du fait de l'arrêt de ses activités. La nouvelle entité juridique fait courir les mêmes monoplaces avec les mêmes pilotes.
Au Grand Prix de Belgique, l'écurie Racing Point Force India marque ses 18 premiers points grâce aux arrivées dans les points de Sergio Pérez et d'Esteban Ocon, cinquième et sixième, prenant immédiatement l'avant-dernière place du championnat. Une semaine plus tard à Monza, Esteban Ocon et Sergio Pérez terminent septième et huitième sous le drapeau à damier et gagnent chacun une place après la disqualification de Romain Grosjean. L'écurie est septième du championnat constructeur, devant Toro Rosso avec 32 points. 
Le rachat de l'écurie par son père pourrait conduire à la titularisation de Lance Stroll à court ou moyen terme. Sachant que la place de Sergio Pérez n'est pas menacée, Esteban Ocon pourrait ainsi perdre son baquet, ce qui provoque une certaine gêne du côté de Lance Stroll,.
À Singapour, Ocon est accroché par son coéquipier Pérez, percute le mur et abandonne tandis que le pilote mexicain termine seizième. En Russie et au Japon, les deux pilotes terminent dans les points. Aux États-Unis, Pérez termine huitième alors que le Français est disqualifié, ayant dépassé la limite autorisée de débit de carburant.
Au Mexique, pour son Grand Prix national, Pérez abandonne à cause d'un problème de freins et Ocon termine onzième. Au Brésil, le Mexicain inscrit le point de la dixième place quand le Français finit quinzième. À Abou Dabi, Pérez marque à nouveau en finissant huitième ; Ocon abandonne, sur une perte de puissance de son moteur Mercedes. À l'issue de la saison, l'équipe novice termine septième du championnat, avec 52 points.
Le 30 novembre 2018, Lance Stroll est officialisé pour la saison 2019, aux côtés de Sergio Pérez. Pour la saison 2019, SportPesa, une plate-forme de paris sportifs kényane, devient le sponsor-titre de l'écurie, engagée commercialement sous la dénomination SportPesa Racing Point F1.

### 2020: les «Mercedes roses»
En 2020, BWT devient le sponsor-titre de l'écurie, avec une livrée présentée le 17 février 2020. Nico Hülkenberg remplace Sergio Pérez pour les deux Grands Prix disputés sur le sol britannique, le Mexicain ayant été testé positif à la maladie à coronavirus 2019.
Les Racing Point RP20 sont surnommées les « Mercedes roses » en raison de leur forte ressemblance avec la Mercedes W10 championne du monde en 2019, ce qui a provoqué une réclamation de Renault F1 Team, portant spécifiquement sur leurs écopes de freins qui, selon le règlement technique, doivent être conçues et usinées par le constructeur qui engage la voiture dans le championnat. Le 7 août, les commissaires de la FIA acceptent la réclamation de Renault, estimant que Mercedes est le concepteur initial de ces écopes et que Racing Point était en violation des règles de conception de la Formule 1 pour la saison 2020,. En conséquence, ils retirent quinze points à l'écurie de Lawrence Stroll (Racing Point en avait marqué 14 au Grand Prix de Styrie) et lui infligent une amende de 400 000 euros (200 000 euros par voiture non-conforme au Grand Prix de Styrie). Pour les courses en Hongrie et en Grande-Bretagne, pour lesquelles une protestation a également été faite (Racing Point ayant continué à utiliser ces écopes), l'équipe ne reçoit qu'une réprimande.
Cyril Abiteboul, le directeur de Renault, s'insurge que la sanction n'empêche pas Racing Point d'utiliser la RP20 dans sa configuration actuelle et explique vouloir faire appel. Une semaine plus tard, Renault F1 Team et la Scuderia Ferrari formulent un appel contre une peine jugée trop clémente,. Cyril Abiteboul explique que sa demande n'a pas pour but d'exclure Racing Point ou d'interdire la RP20 mais de clarifier la situation face aux écopes et de retirer les points, de manière rétroactive, acquis lors des premières courses de la saison. Il rappelle que l'argument selon lequel il s'agit d'une infraction au règlement sportif et non technique n'est pas suffisant pour ne pas disqualifier des monoplaces puisque Renault l'avait été au Japon en 2019 (après une réclamation de Racing Point) pour une infraction jugée sportive : « Nous nous attendions à une sanction logique vis-à-vis des autres sanctions vues dans le passé, la plus récente étant celle que nous avons acceptée à Suzuka l'an dernier où nous étions en infraction avec le règlement sportif et non technique, et que l'on a été exclus de l'événement et avons perdu tous nos points. Il n'y avait pas eu de réduction de peine pour Renault, et je ne sais donc pas pourquoi il devrait y en avoir une pour Racing Point. Cela devrait concerner tous les points des événements lors desquels on a porté réclamation,. »
Le second point litigieux relevé par Cyril Abiteboul est l'autorisation donnée à l'équipe canadienne de continuer à utiliser ses écopes de freins, en dépit de l’infraction au règlement : « Nous allons vivre une situation étrange dans laquelle après chaque événement, Otmar Szafnauer (directeur de Racing Point) sera appelé chez les commissaires, ses écopes seront jugées similaires et inchangées et il recevra une réprimande. Nous faisons face à une situation de dix courses durant lesquelles ses voitures seront réprimandées. C'est une situation étrange et j'aimerais avoir davantage de clarté à ce sujet. Je ne dis pas qu'ils devraient être exclus de la saison mais d'un point de vue de la communication, y compris pour les fans, expliquer pourquoi une voiture qui est en infraction avec le règlement est réprimandée mais peut prendre part au championnat et marquer des points, nous pensons que c'est gênant,. »
Racing Point, de son côté, fait également appel, mais pour tenter de se faire disculper et démontrer que la sanction (retrait de 15 points et 400 000 euros d'amende) est infondée et que le règlement de la Formule 1 n'a pas été enfreint.
Cette même année Lawrence Stroll devient propriétaire d'Aston Martin. De ce fait, le milliardaire canadien décide de renommer son écurie du nom de la marque britannique en 2021, et le 10 septembre, il engage pour la prochaine saison Sebastian Vettel dont le contrat avec la Scuderia Ferrari n'a pas été renouvelé. Le quadruple champion du monde prend la place de Sergio Pérez pour faire équipe avec Lance Stroll.
2020 est la saison de tous les succès pour Racing Point. Sergio Pérez monte à deux reprises sur le podium et remporte le Grand Prix de Sakhir tandis que Lance Stroll obtient également deux podiums. En 2021, Aston Martin F1 Team est créée sur les bases de la structure de course existante.

## Résultats en championnat du monde de Formule 1
| Saison | Écurie                            | Châssis           | Moteur                        | Pneus   | Pilotes                                   | Grands Prix disputés | Points inscrits | Classement |
| ------ | --------------------------------- | ----------------- | ----------------------------- | ------- | ----------------------------------------- | -------------------- | --------------- | ---------- |
| 2018   | Racing Point Force India F1 Team  | Force India VJM11 | Mercedes V6 turbo hybride     | Pirelli | Sergio Pérez Esteban Ocon                 | 9                    | 52              | 7e         |
| 2019   | SportPesa Racing Point F1 Team    | Racing Point RP19 | BWT-Mercedes V6 turbo hybride | Pirelli | Sergio Pérez Lance Stroll                 | 21                   | 73              | 7e         |
| 2020   | BWT Racing Point Formula One Team | Racing Point RP20 | BWT-Mercedes V6 turbo hybride | Pirelli | Sergio Pérez Lance Stroll Nico Hülkenberg | 17                   | 195             | 4e         |

| Saison | Écurie                            | Châssis           | Moteur                                           | Pneus   | Pilotes         | Courses | Courses | Courses | Courses | Courses | Courses | Courses | Courses | Courses | Courses | Courses | Courses | Courses | Courses | Courses | Courses | Courses | Courses | Courses | Courses | Courses | Points inscrits | Classement |
| Saison | Écurie                            | Châssis           | Moteur                                           | Pneus   | Pilotes         | 1       | 2       | 3       | 4       | 5       | 6       | 7       | 8       | 9       | 10      | 11      | 12      | 13      | 14      | 15      | 16      | 17      | 18      | 19      | 20      | 21      | Points inscrits | Classement |
| ------ | --------------------------------- | ----------------- | ------------------------------------------------ | ------- | --------------- | ------- | ------- | ------- | ------- | ------- | ------- | ------- | ------- | ------- | ------- | ------- | ------- | ------- | ------- | ------- | ------- | ------- | ------- | ------- | ------- | ------- | --------------- | ---------- |
| 2018   | Racing Point Force India F1 Team  | Force India VJM11 | Mercedes V6 turbo hybride M09 EQ Power+          | Pirelli |                 | AUS     | BAH     | CHI     | AZE     | ESP     | MON     | CAN     | FRA     | AUT     | GBR     | ALL     | HON     | BEL     | ITA     | SIN     | RUS     | JAP     | USA     | MEX     | BRE     | ABU     | 52              | 7e         |
| 2018   | Racing Point Force India F1 Team  | Force India VJM11 | Mercedes V6 turbo hybride M09 EQ Power+          | Pirelli | Sergio Pérez    |         |         |         |         |         |         |         |         |         |         |         |         | 5e      | 7e      | 16e     | 10e     | 7e      | 8e      | Abd.    | 10e     | 8e      | 52              | 7e         |
| 2018   | Racing Point Force India F1 Team  | Force India VJM11 | Mercedes V6 turbo hybride M09 EQ Power+          | Pirelli | Esteban Ocon    |         |         |         |         |         |         |         |         |         |         |         |         | 6e      | 6e      | Abd.    | 9e      | 9e      | Dsq.    | 11e     | 15e     | Abd.    | 52              | 7e         |
| 2019   | SportPesa Racing Point F1 Team    | Racing Point RP19 | BWT-Mercedes V6 turbo hybride M10 EQ Power+      | Pirelli |                 | AUS     | BAH     | CHN     | AZE     | ESP     | MON     | CAN     | FRA     | AUT     | GBR     | ALL     | HON     | BEL     | ITA     | SIN     | RUS     | JPN     | MEX     | USA     | BRE     | ABU     | 73              | 7e         |
| 2019   | SportPesa Racing Point F1 Team    | Racing Point RP19 | BWT-Mercedes V6 turbo hybride M10 EQ Power+      | Pirelli | Sergio Pérez    | 13e     | 10e     | 8e      | 6e      | 15e     | 12e     | 12e     | 12e     | 11e     | 17e     | Abd.    | 11e     | 6e      | 7e      | Abd.    | 7e      | 8e      | 7e      | 10e     | 9e      | 7e      | 73              | 7e         |
| 2019   | SportPesa Racing Point F1 Team    | Racing Point RP19 | BWT-Mercedes V6 turbo hybride M10 EQ Power+      | Pirelli | Lance Stroll    | 9e      | 14e     | 12e     | 9e      | Abd.    | 16e     | 9e      | 13e     | 14e     | 13e     | 4e      | 17e     | 10e     | 12e     | 13e     | 11e     | 9e      | 12e     | 13e     | Abd.    | Abd.    | 73              | 7e         |
| 2020   | BWT Racing Point Formula One Team | Racing Point RP20 | BWT-Mercedes V6 turbo hybride M11 EQ Performance | Pirelli |                 | AUT     | STY     | HON     | GBR     | 70e     | ESP     | BEL     | ITA     | TOS     | RUS     | EIF     | POR     | EMI     | TUR     | BAH     | SAK     | ABU     |         |         |         |         | 195             | 4e         |
| 2020   | BWT Racing Point Formula One Team | Racing Point RP20 | BWT-Mercedes V6 turbo hybride M11 EQ Performance | Pirelli | Sergio Pérez    | 6e      | 6e      | 7e      | Forf.   | Forf.   | 5e      | 10e     | 10e     | 5e      | 4e      | 4e      | 7e      | 6e      | 2e      | 18e*    | 1er     | Abd.    |         |         |         |         | 195             | 4e         |
| 2020   | BWT Racing Point Formula One Team | Racing Point RP20 | BWT-Mercedes V6 turbo hybride M11 EQ Performance | Pirelli | Lance Stroll    | Abd.    | 7e      | 4e      | 9e      | 6e      | 4e      | 9e      | 3e      | Abd.    | Abd.    | Forf.   | Abd.    | 13e     | 9e      | Abd.    | 3e      | 10e     |         |         |         |         | 195             | 4e         |
| 2020   | BWT Racing Point Formula One Team | Racing Point RP20 | BWT-Mercedes V6 turbo hybride M11 EQ Performance | Pirelli | Nico Hülkenberg |         |         |         | Np      | 7e      |         |         |         |         |         | 8e      |         |         |         |         |         |         |         |         |         |         | 195             | 4e         |

## Palmarès des pilotes Racing Point
| Pilotes         | Grands Prix disputés | Victoires | Podiums | Points inscrits | Meilleurs tours en course | Tours en tête | Meilleur classement |
| --------------- | -------------------- | --------- | ------- | --------------- | ------------------------- | ------------- | ------------------- |
| Sergio Pérez    | 45                   | 1         | 2       | 209             | 0                         | 26            | 1er                 |
| Lance Stroll    | 37                   | 0         | 2       | 96              | 0                         | 32            | 3e                  |
| Esteban Ocon    | 9                    | 0         | 0       | 20              | 0                         | 0             | 6e                  |
| Nico Hülkenberg | 3                    | 0         | 0       | 10              | 0                         | 0             | 7e                  |

## Logos

2019
2020